# Liste der Burgen, Schlösser, Ansitze und wehrhaften Stätten im Bezirk Völkermarkt
Diese Liste nennt die Burgen, Schlösser, Ansitze und wehrhaften Stätten im Bezirk Völkermarkt in Kärnten.

## Erklärung zur Liste
- Name: Name der Anlage.
- Gemeinde: Zeigt an, in welcher Gemeinde das Gebäude steht.
- Lage: Zeigt die Geokoordinaten an.
- Typ: Es wird der Gebäudetyp angegeben, wie Burg, Festung, Schloss, Gutshof, Wehrkirche, Wallanlage.
- Geschichte: geschichtlicher Abriss
- Zustand: Beschreibung des heutigen Zustands bzw. der Verwendung.
- Bild: Zeigt wenn möglich ein Bild des Gebäudes an.
- Denkmalschutz: führt zum Eintrag in der Denkmalliste.

## Liste
| Name                                                              | Gemeinde                       | Lage         | Typ                            | Geschichte | Zustand | Bild | Denkmalschutz                                                              |
| ----------------------------------------------------------------- | ------------------------------ | ------------ | ------------------------------ | --- | --- | ---- | -------------------------------------------------------------------------- |
| Aich                                                              | Bleiburg                       | ungef. Lage  | Feste                          | kleine Befestigung, vielleicht spätantike Sperre? | bei Straßenbau abgekommen. |      | nein                                                                       |
| Wallanlage Althaus                                                | Neuhaus                        | Lage         | Wallanlage?                    | | |      | nein                                                                       |
| Burgstall Alt-Schwabegg (Schlossberg)                             | Neuhaus                        | Lage         | Burg                           | 1212 castrum genannt; im 14. Jahrhundert mehrmals Turm erwähnt. östlich davon Kirche St. Georg erst 1440 erwähnt, doch mit romanischem Kern, bestand Zusammenhang mit Burg?                                                                                         | Befestigungsspuren, Graben und Wälle sichtbar. Kirche erhalten. |      | nein                                                                       |
| Stadtbefestigung Bleiburg                                         | Bleiburg                       | Lage         | Stadtbefestigung               | im 14. Jahrhundert einfache Ringmauer errichtet, mit drei Tortürmen und einem Eckturm. im 15. Jahrhundert verstärkt. | nur kleine Teile der Mauer erhalten. |      | 61434 61438 80493                                                          |
| Schloss Bleiburg                                                  | Bleiburg                       | Lage         | Schloss (ehem. Burg)           | ab 13. Jahrhundert Burg erwähnt; im 16. Jahrhundert Renaissance-Schloss errichtet. | erhalten; bewohnt. |      | 34183                                                                      |
| Stadtsitz Bleiburg                                                | Bleiburg                       | Lage         | Ansitz                         | gotischer Bau; im 16. Jahrhundert umgebaut. Fassade um 1775 umgestaltet. | erhalten; bewohnt. |      | 66884                                                                      |
| Pflegerhaus Bleiburg                                              | Bleiburg                       | Lage         | Ansitz                         | zumindest aus dem 17. Jahrhundert. Fassade um 1800. | erhalten; bewohnt. |      | nein                                                                       |
| Hausberg Bukovnik                                                 | Eisenkappel-Vellach            | Lage         | Hausberg                       | | |      | nein                                                                       |
| Wehrkirche Diex                                                   | Diex                           | Lage         | Wehrkirche                     | Kirche im 15. Jahrhundert umgebaut und um umfangreiche Wehranlagen ergänzt: Graben, Friedhofsmauer mit Türmen, einigen Schießscharten und umlaufendem Wehrgang; wehrhafter Turm. Im 17. Jahrhundert Neubau der Kirche (abgesehen vom Ostturm); Graben zugeschüttet. | erhalten ist noch die wehrhafte Friedhofsmauer mit Türmen und Teilen des Wehrgangs, sowie Schießscharten im Ostturm.                                                              |      | 80833 61502                                                                |
| Burg Drauhofen                                                    | Völkermarkt                    | Lage         | Burg?                          | Geschlecht im 12. Jahrhundert genannt; Festungsreste(?) von einigen für deren nicht urkundlich nachweisbare Burg gehalten. | geringe Wall- und Gebäudereste |      | nein                                                                       |
| Wallanlage Dreiseenblick                                          | Sankt Kanzian am Klopeiner See | Lage         | Wallanlage                     | urgeschichtliche Funde | geringe Wallreste |      | nein                                                                       |
| Wehrstift Eberndorf                                               | Eberndorf                      | Lage         | Wehrstift                      | Stift im 12. Jahrhundert gegründet; heutige Gebäude großteils Mitte 17. Jahrhundert errichtet. | Wehrturm an Nordwestecke; wehrhafter Torbau im Süden; bergfriedartiger Kirchturm.                                                                                                 |      | 34206 61533                                                                |
| Schloss Eberwein (Leifling)                                       | Neuhaus                        | Lage         | Schloss                        | Bau des frühen 18. Jahrhunderts, im Kern auf einen Vorgängerbau (Edelmannssitz des 16. Jahrhunderts) zurückgehend. | erhalten; bewohnt. |      | 81092                                                                      |
| Schloss Ehrnegg                                                   | Griffen                        | Lage         | Schloss                        | Ende 16. Jahrhundert errichtet. | erhalten; bewohnt. |      | 34269                                                                      |
| Altes Schloss Einersdorf (Gradischnig)                            | Bleiburg                       | Lage         | sagenhaftes Schloss            | | verfallen; Wallanlage erkennbar, doch durch Errichtung eines Neubaus in den letzten Jahrzehnten beeinträchtigt.                                                                   |      | nein                                                                       |
| Schloss Einersdorf (Staudachhof, Neues Schloss)                   | Bleiburg                       | Lage         | Schloss                        | im 18. Jahrhundert errichtet. | erhalten, bewohnt. |      | 80728                                                                      |
| Schloss Elberstein                                                | Globasnitz                     | Lage         | Schloss                        | schlossartiger Bau im Disneylandstil, ab Ende 20. Jahrhundert errichtet. | erhalten; bewohnt. zu besichtigen. |      | nein                                                                       |
| Ruine Feuersberg                                                  | Globasnitz                     | Lage         | Burg                           | Im 13. und 14. Jahrhundert erwähnt; 17. Jahrhundert bereits verfallen. | Ruine |      | nein                                                                       |
| Vorwerk Burg Feuersberg                                           | Globasnitz                     | Lage         | Vorwerk?                       | unklar, ob Zusammenhang zur Burg bestand. | zwei markante Gräben |      | nein                                                                       |
| Turm am Feuersberg                                                | Globasnitz                     | Lage         | Turm                           | | Graben- und Turmrest? |      | nein                                                                       |
| Schloss Feuersberg                                                | Globasnitz                     | Lage         | Schloss                        | im 17. Jahrhundert erbaut; Fassade Ende 18. Jahrhundert umgestaltet. | |      | nein                                                                       |
| Wallanlage Frankenberg                                            | Völkermarkt                    | Lage         | Wallanlage                     | urgeschichtlicher Ringwall | Wall |      | nein                                                                       |
| Schloss Frankenstein (Rahmschüsselhof)                            | Völkermarkt                    | Lage         | Gutshof                        | Ende 16. Jahrhundert errichtet; nach Brand um 1800 erneuert. | erhalten; bewohnt. |      | 35154                                                                      |
| Wehrkirche Gallizien                                              | Gallizien                      | Lage         | Wehrkirche                     | romanische Kirche Anfang 15. Jahrhundert wehrhaft ausgebaut; 1478 von Türken beschädigt. | Kirche erhalten; Friedhofsbefestigung weitgehend abgekommen (Reste zweier Schießscharten im Norden).                                                                              |      | 61745                                                                      |
| Burg Georgiberg                                                   | Sankt Kanzian am Klopeiner See | Lage         | Burg                           | urgeschichtliche Befestigung; im 13. Jahrhundert Burg erwähnt. | Kirche erhalten; Burg abgekommen; nur mehr Wall und Graben erkennbar. |      | 62596                                                                      |
| Wehrkirche Globasnitz                                             | Globasnitz                     | Lage         | Wehrkirche                     | spätgotische Kirche nach Türkeneinfall 1471 befestigt, mit Wehrgang an Friedhofsmauer. 1478 von Türken abgebrannt, später bei Erneuerung wehrhaften Charakter verloren. Schießscharten an Westgiebel nach Mitte des 20. Jahrhunderts vermauert.                     | Kirche erhalten; Befestigung weitgehend abgekommen. |      | 61772                                                                      |
| Glockerkogel (Klockerkogel)                                       | Völkermarkt                    | Lage         | Befestigung                    | urgeschichtliche Funde. | abgeflachte Kuppe mit scharf ausgeprägtem Rand; von Wall umgeben. |      | nein                                                                       |
| Gösselsdorfer Schanze (Gotenschanze)                              | Eberndorf                      | Lage         | Viereckschanze                 | | Wallreste und Gebäudespuren auf viereckiger erhöhter Fläche |      | nein                                                                       |
| Höhensiedlung Gracarca                                            | Sankt Kanzian am Klopeiner See | Lage         | Wallanlage                     | urgeschichtliche bis römerzeitliche Funde. sagenhafte mittelalterliches Schloss („Helnstein“). | ausgedehnte Terrassen (die nach neuerer Deutung eher auf mittelalterliche Landwirtschaft zurückgehen) und Wallreste erkennbar.                                                    |      | 130229                                                                     |
| Burg Gradische                                                    | Sittersdorf                    | Lage         | Burgruine(?)                   | im 16. Jahrhundert als alter Burgstall genannt. | Wallanlage deutlich erkennbar. |      | nein                                                                       |
| Wallanlage Gradischnig (bei St. Georgen)                          | Bleiburg                       | Lage?        | Wallanlage                     | | lt. Kohla Geländebearbeitung und Halsgraben erkennbar. |      | nein                                                                       |
| Wallanlage Gradischnig (Dullach; bei Edling)                      | Völkermarkt                    | Lage         | Wallanlage                     | Plateau an drei Seiten durch Wasser geschützt; an Westseite Wall. zum Schutz einer Fähre über die Drau. | Wall erkennbar. |      | nein                                                                       |
| Wallanlage Graditschach                                           | Neuhaus                        | Lage?        | Wallanlage                     | sagenhafte Wallanlage. | |      | nein                                                                       |
| Wehrkirche Grafenbach                                             | Diex                           | Lage         | Wehrkirche                     | um 1500 befestigt mit Ringmauer mit Wehrgang und Torturm. | Friedhofsbefestigung erhalten. |      | 80837 67906                                                                |
| Wehrkirche Greutschach                                            | Griffen                        | Lage         | Wehrkirche                     | spätgotische Wehrkirche mit Friedhofsbefestigung (15./16. Jahrhundert) | große Teile der Friedhofsbefestigung erhalten (4 m hohe Ringmauer, Wehrtürme; Teile des Wehrgangs). Schießscharten in Vorhalle und am Kirchengiebel; eisenbeschlagene Kirchentür. |      | 81086                                                                      |
| Burg Griffen                                                      | Griffen                        | Lage         | Burg                           | Burg im 12. Jahrhundert errichtet; im 16. Jahrhundert erneuert; ab 18. Jahrhundert Verfall. | Ruine |      | 34359                                                                      |
| Marktbefestigung Griffen                                          | Griffen                        | Lage         | Ortsbefestigung                | Ort im 13./14. Jahrhundert mit einfacher Ringmauer und Wassergraben gesichert. | nur geringe Reste erhalten. |      | nein                                                                       |
| Wehrstift Griffen                                                 | Griffen                        | Lage         | Wehrstift                      | Stift im 15./16. Jahrhundert befestigt. | weitgehend erhalten. |      | 34360                                                                      |
| Felsbau Haberberg                                                 | Griffen                        | Lage?        |                                | | abgekommen: im 19. Jahrhundert durch Haus ersetzt. |      | nein                                                                       |
| Schloss Hagenegg                                                  | Eisenkappel-Vellach            | Lage         | Schloss                        | Schloss errichtet im 15./16. Jahrhundert (doch schon Anfang 14. Jahrhundert an dieser Stelle ein Sitz genannt); 2. Hälfte 17. Jahrhundert nach Osten hin barock erweitert. Mehrmals modernisiert.                                                                   | modernisiert erhalten; bewohnt. |      | 34210                                                                      |
| Haimburg (Heunburg)                                               | Völkermarkt                    | Lage         | Burg                           | spätestens im 13. Jahrhundert errichtet (Nennung Huneburch 1103 unsicher, könnte sich auch auf die Rauterburg beziehen). im 17. Jahrhundert in Verfall. Ab 1990 Sanierung.                                                                                          | Ruine (teils instand gesetzt) |      | 34374                                                                      |
| Haimburg, Schloss                                                 | Völkermarkt                    | Lage         | Schloss                        | errichtet als Pflegerhaus, im 16. Jahrhundert? | erhalten, bewohnt. |      | nein                                                                       |
| Wehrkirche Haimburg                                               | Völkermarkt                    | Lage         | Wehrkirche                     | wohl im 15. Jahrhundert befestigt. Turm nach Erdbeben 1767 neu errichtet. | Befestigung weitgehend abgekommen. |      | 82043                                                                      |
| Höhensiedlung Hemmaberg                                           | Globasnitz                     | Lage         | befestigte Höhensiedlung       | spätantik | Mauern freigelegt |      | 130228                                                                     |
| Wallanlage am Hemmaberg                                           | Sittersdorf                    | Lage         | Wallanlage                     | | befestigte Kuppe |      | nein                                                                       |
| Schloss Hirschenau (Hirschenegg, Hirschenauerhof, Selenighof)     | Griffen                        | Lage         | Schloss                        | Herrenhaus des 16. Jahrhunderts; nach Brand um 1800 renoviert, einige Jahre später ausgebaut; um 1900 umgestaltet. | umgebaut erhalten; leerstehend; schlechter Zustand. |      | nein                                                                       |
| Schloss Höhenbergen                                               | Völkermarkt                    | Lage         | Schloss                        | anstelle eines Schlösschens aus dem 15. Jahrhundert wurde Mitte des 18. Jahrhunderts ein Barockschloss errichtet, aber nicht vollendet. Verfall im 20. Jahrhundert.                                                                                                 | Ruine |      | 35144                                                                      |
| Wallanlage Holm (Kolm, Chulm)                                     | Eberndorf                      | Lage         | Wallanlage                     | | abgekommen (durch Sommerrodelbahn 1983) |      | nein                                                                       |
| Kathreinkogel                                                     | Feistritz ob Bleiburg          | Lage         | Wallanlage                     | urgeschichtliche Funde (Hallstattzeit) | mehrere Wälle weitläufig rund um den Kogel erkennbar. |      | nein                                                                       |
| Kitzelsberg                                                       | St. Kanzian am Klopeiner See   | Lage         | Befestigung?                   | sagenhaftes Schloss | |      | nein                                                                       |
| Schloss Kohlhof                                                   | Völkermarkt                    | Lage         | Schloss                        | im 16. Jahrhundert errichtet. | erhalten; bewohnt. |      | 48519                                                                      |
| Schloss Kristendorf                                               | Sittersdorf                    | Lage?        | Schloss                        | ab 14. Jahrhundert erwähnt; Mitte 17. Jahrhundert als alleinstehendes Schloss bezeichnet. | verschollen |      | nein                                                                       |
| Kusterkogel                                                       | Ruden                          | Lage         | Stufenanlage                   | urgeschichtliche Funde | deutliche Höhenstufen an Ostseite des Hügels. |      | nein                                                                       |
| Höhensiedlung Lamprechtskogel                                     | Völkermarkt                    | Lage         | Höhensiedlung                  | Wall- und Siedlungsanlage mit römischen, ostgotischen, langobardischen und frühdeutschen Funden. Samt Kirche als Fluchtort in Türkenkriegen genutzt. | Wallanlage erkennbar. |      | 44169 130235                                                               |
| Schloss Lippitzbach                                               | Ruden                          | Lage         | Herrenhaus                     | einfacher Bau des 18. Jahrhunderts; Gewerkensitz; erhielt Biedermeierfassade. | erhalten |      | 6675                                                                       |
| Schloss Maurbach                                                  | Bleiburg                       | Lage         | Burg/Schloss                   | im 17. Jahrhundert als altes Schloss/Burgstall erwähnt. | Burgstall und Graben deutlich erkennbar. |      | nein                                                                       |
| Minnenburg                                                        | Bleiburg                       | Lage         | Burg                           | Burg des 12. Jahrhunderts; zerstört Ende des 13. Jahrhunderts. | verfallen |      | nein                                                                       |
| Burg Mittertrixen                                                 | Völkermarkt                    | Lage         | Burg                           | Burg des 12. Jahrhunderts (womöglich an Stelle einer Befestigung aus dem 9. Jahrhundert); im 14./15. Jahrhundert erweitert. im 17. Jahrhundert verlassen. | Ruine |      | 34666                                                                      |
| Schloss Mittertrixen                                              | Völkermarkt                    | Lage         | Schloss                        | Schloss schon im 17. Jahrhundert erwähnt. heutiger Bau erst 1770 vollendet. | erhalten; bewohnt. |      | 47081                                                                      |
| Wallanlage bei Mittertrixen                                       | Völkermarkt                    | Lage         | Wallanlage                     | | Kreiswall, Durchmesser 35 m; Ostteil durch Forstarbeiten zerstört. |      | nein                                                                       |
| Wehrkirche Möchling                                               | Gallizien                      | Lage         | Wehrkirche                     | wohl im 15. Jahrhundert befestigt; 1478 als Sitz von Türken genutzt. Ab 1500 Neubau. | Befestigung abgekommen. |      | 62558                                                                      |
| Schloss Möchling                                                  | Gallizien                      | Lage         | Schloss                        | ab 1123 Burg genannt; gotischer Nachfolgebau, der um 1670 (nach Brand) stark verändert wurde. | erhalten; als Bauernhof genutzt. |      | 34668                                                                      |
| Schloss Neudenstein (Schwarzes Schloss)                           | Völkermarkt                    | Lage         | Schloss (ehem. Burg)           | Feste des 14. Jahrhunderts; im 16. Jahrhundert aus-, im 17. umgebaut. | erhalten; teils bewohnt. |      | 34674                                                                      |
| Schloss Neuhaus                                                   | Neuhaus                        | Lage         | Schloss                        | ab Ende 13. Jahrhundert Burg erwähnt; 1481 zerstört; an ihrer Stelle um 1570 Schloss errichtet. | erhalten; bewohnt. |      | 34675                                                                      |
| Burg Niedertrixen                                                 | Völkermarkt                    | Lage         | Burg                           | romanische Burg (1251 genannt); im 17. Jahrhundert erweitert. bis 1760 bewohnt; durch Blitzschlag zerstört. | verfallen |      | 35152                                                                      |
| Burg Obertrixen (westl. Teil)                                     | Völkermarkt                    | Lage         | (Teil einer ehem. Doppel-)Burg | frühromanische Burg (schon Ende 9. Jahrhundert genannt?); ab 15. Jahrhundert als Schloss bezeichnet; 17. Jahrhundert Verfall. | Ruine |      | 35145                                                                      |
| Burg Obertrixen (östl. Teil)                                      | Völkermarkt                    | Lage         | (Teil einer ehem. Doppel-)Burg | ruinöse Befestigung Anfang 17. Jahrhundert (bei Bau des Schloss Obertrixen) abgetragen. | abgekommen (1839 „Spuren von Mauern und Gräben“ genannt) |      | nein                                                                       |
| Schloss Obertrixen                                                | Völkermarkt                    | Lage         | Schloss                        | Anfang des 17. Jahrhunderts errichtet. | erhalten; bewohnt. |      | 81659                                                                      |
| Obetschnik                                                        | Sittersdorf                    | Lage         | Wallanlage                     | kleine Wallanlage | |      | nein                                                                       |
| Ottitschkogel                                                     | Ruden                          | Lage         | Wallanlage                     | Stufenanlage mit Wohnplätzen | |      | nein                                                                       |
| Poppenhof (Schloss Pfaffendorf)                                   | Griffen                        | Lage         | Schloss                        | schlossartiger Edelmannssitz aus dem 16. Jahrhundert; zweite Hälfte des 20. Jahrhunderts abgekommen. | abgekommen |      | nein                                                                       |
| Pregelhof                                                         | Neuhaus (Kärnten)              | Lage         | Gutshof                        | Bau des 17. Jahrhunderts. | umgebaut erhalten. |      | nein                                                                       |
| Schloss Proboj                                                    | Sittersdorf                    | ungef. Lage? | Schloss                        | sagenhaftes Schloss | verschollen |      | nein                                                                       |
| Prödlschloss                                                      | Griffen                        | Lage         | Gutshof                        | Edelmannsitz des 17. Jahrhunderts. | erhalten; als Pfarrhof genutzt. |      | 61877                                                                      |
| Rundgraben Pudlach                                                | Neuhaus                        | Lage         | Befestigung?                   | | Rundgraben deutlich erkennbar. |      | nein                                                                       |
| Turm Pudlach                                                      | Neuhaus                        | Lage         | Turm                           | im 14. Jahrhundert erwähnt; Anfang des 17. Jahrhunderts Verfall. | Befestigungsspuren deutlich erkennbar. |      | nein                                                                       |
| Wehrkirche Pustritz                                               | Griffen                        | Lage         | Wehrkirche                     | gotische Wehrkirche; nach Bauernaufstand 1515 Befestigung verstärkt. 1856 Wehrmauer abgetragen. | Kirche erhalten (eisenbeschlagene Türen); Befestigung weitgehend abgekommen. |      | 61876                                                                      |
| Putzenhof                                                         | Völkermarkt                    | Lage         | Gewerkensitz                   | ab 1537 genannt. um 1980 abgerissen und durch modernen Bau ersetzt. | abgekommen |      | nein                                                                       |
| Wallanlage Ratschitschach (Rozhiza)                               | St. Kanzian am Klopeiner See   | Lage         | Wallanlage                     | urgeschichtliche Funde. | kleine, aber markante Wallanlage |      | nein                                                                       |
| Rauterburg (Altheunburg)                                          | Diex                           | Lage         | Burg                           | Burg seit 11. Jahrhundert; Ruine im 20. Jahrhundert teils abgetragen. | Ruine |      | 80838                                                                      |
| Burg Rechberg (Altrechberg)                                       | Eisenkappel-Vellach            | Lage         | Burg                           | von 1246 bis Ende 15. Jahrhundert erwähnt. | Ruine |      | 80921                                                                      |
| Schloss Rechberg                                                  | Eisenkappel-Vellach            | Lage         | Schloss und Kirche             | Ende 15. Jahrhundert errichtet. Kommende des Georg-Ritterordens, zusammen mit Kirche befestigt. | Gebäude (dient als Pfarrhof) und Teile der Befestigung (Mauer, Schießscharten) erhalten.                                                                                          |      | 62787                                                                      |
| Burg Reinegg                                                      | Völkermarkt                    | Lage         | Höhlenburg                     | von 1176 bis ins 15. Jahrhundert genannt. | Ruine |      | nein                                                                       |
| Schloss Reinegg                                                   | Völkermarkt                    | Lage?        | Schloss                        | von 1507 bis ins 17. Jahrhundert genannt. | abgekommen |      | nein                                                                       |
| Wehrkirche Ruden                                                  | Ruden                          | Lage         | Wehrkirche                     | spätgotische Wehrkirche. | erhalten; Friedhofsbefestigung abgekommen. |      | 62874                                                                      |
| Wehrkirche St. Agnes                                              | Völkermarkt                    | Lage         | Wehrkirche                     | gotische Anlage mit befestigtem Friedhof. | Befestigung weitgehend abgekommen. |      | 82012                                                                      |
| Turm und Wehrkirche Sankt Andrä                                   | Sittersdorf                    | Lage         | Turm                           | von Türken belagert; 1480 als zerstört erwähnt. | Turmhügel erkennbar |      | nur die Kirche (68253); südöstlicher Turmrest und Wall-Grabenanlage nicht. |
| Wehrkirche St. Georgen am Weinberg                                | Völkermarkt                    | Lage         | Wehrkirche                     | gotische Kirche mit Friedhofsbefestigung. | Befestigung großteils abgekommen. |      | 63029                                                                      |
| Wehrkirche Sankt Kanzian                                          | Sankt Kanzian am Klopeiner See | Lage         | Wehrkirche                     | Kirche seit frühem 12. Jahrhundert erwähnt; 1518 und 1849 erneuert. | Wehranlagen weitgehend abgekommen; Schießscharten im Dachgeschoß des Chors. |      | 63074                                                                      |
| Wehrkirche St. Leonhard an der Saualpe                            | Griffen                        | Lage         | Wehrkirche                     | Mitte des 15. Jahrhunderts errichtet. | |      | 63084                                                                      |
| Schloss St. Peter am Wallersberg                                  | Völkermarkt                    | Lage         | Schloss                        | Gutshof; im 17. Jahrhundert Schlösschen errichtet. | erhalten; als Gasthof genutzt. |      | nein                                                                       |
| Wehrkirche St. Peter am Wallersberg                               | Völkermarkt                    | Lage         | Wehrkirche                     | Wehrkirche im 14. Jahrhundert errichtet. um 1890 Kirchenneubau. | durch neue Kirche ersetzt |      | 63203                                                                      |
| Wehrkirche St. Stefan unter Feuersberg                            | Globasnitz                     | Lage         | Wehrkirche                     | spätgotische Wehrkirche. | Befestigung teilweise erhalten: Reste der Mauern mit Schießscharten, Wehrobergeschoß in Kirche.                                                                                   |      | 63225                                                                      |
| Wehrkirche St. Veit im Jauntal                                    | Sankt Kanzian am Klopeiner See | Lage         | Wehrkirche                     | gotische Wehrkirche. nach Brand 1760 umgebaut; Befestigung entfernt. | Befestigung abgekommen. |      | 63361                                                                      |
| Schattenhof                                                       | Völkermarkt                    | Lage         | Gutshof                        | im Franziszeischen Kataster noch nicht verzeichnet, also wohl erst im 19. Jahrhundert errichtet. | erhalten. in schlechtem Zustand. |      | nein                                                                       |
| Schlossberg (bei Bleiburg)                                        | Bleiburg                       | Lage         | Burg                           | sagenhaftes Schloss | 100 bis 150 m östlich des Schlosses markante Befestigungsreste erkennbar. |      | nein                                                                       |
| Skorianzhof                                                       | Eberndorf                      | Lage         | Gutshof                        | Herrenhaus seit 17. Jahrhundert; Ende 19. Jahrhundert umgebaut, renoviert, aufgestockt; Mitte 20. Jahrhundert Zubau für Beherbergungsbetrieb. | umgebaut erhalten. |      | nein                                                                       |
| Burg Sonnegg                                                      | Sittersdorf                    | Lage         | Burg                           | Ende 12. Jahrhundert genannt; im 15. Jahrhundert Schloss; Einsturz/Brand Ende 17. Jahrhundert. | Ruine |      | 81558                                                                      |
| Schloss Sonnegg                                                   | Sittersdorf                    | Lage         | Gutshof                        | Wirtschaftshof der Burg nach deren Verfall ausgebaut. | umgebaut; erhalten. |      | 130512                                                                     |
| Schloss Sorgendorf                                                | Bleiburg                       | Lage         | Gutshof                        | im 16. Jahrhundert errichtet; im 18. Jahrhundert schlossartig ausgebaut; neuzeitlich umgestaltet. | umgebaut erhalten |      | nein                                                                       |
| Burgstall Stallek                                                 | Globasnitz                     | Lage?        | Burgstall                      | im 16./17. Jahrhundert als Burgstall genannt, bei dem es früher ein Schloss gegeben haben soll. | |      | nein                                                                       |
| Burg Stein (Unteres Stein)                                        | Sankt Kanzian am Klopeiner See | Lage         | Burg                           | Burg im 13. Jahrhundert errichtet; im 15. Jahrhundert zu Schloss umgebaut. im 17. Jahrhundert noch gut erhalten; 1780 großteils abgetragen. | Befestigung des Burg bzw. Kirchenhügels teilweise erhalten. |      | 63378 81315                                                                |
| Steinerberg (Möchlinger Berg; Burg Altstein; Oberes Stein)        | Sankt Kanzian am Klopeiner See | Lage         | Burg                           | urgeschichtliche Funde; ausgedehnte Wallanlage; um 1000 Burg genannt (Altstein), deren Standort hier vermutet wird. | ausgedehnte Wallanlage. |      | nein                                                                       |
| Steinkögelen                                                      | Völkermarkt                    | Lage         | Höhensiedlung                  | neolithische Siedlung | |      | nein                                                                       |
| Stockner Turm                                                     | Völkermarkt                    | ungef. Lage  | Turm                           | | verschollen |      | nein                                                                       |
| Strutzikogel (Burg Völkermarkt)                                   | Völkermarkt                    | Lage         | Burg                           | Spanheimerburg Volchenmarcht 1239 erwähnt. Anfang des 19. Jahrhunderts noch Turmrest erkennbar. | abgekommen (nach Anfang 19. Jahrhunderts) |      | nein                                                                       |
| Schloss Tachenstein (Dachenstein)                                 | Völkermarkt                    | Lage         | Schloss                        | Gutshof Ende des 16. Jahrhunderts zu Schloss ausgebaut. im 20. Jahrhundert abgekommen und durch Bauernhaus ersetzt. | abgekommen (im 20. Jahrhundert) |      | nein                                                                       |
| Burg Tainach                                                      | Völkermarkt                    | Lage?        | Burg                           | Herren von Tainach bis 1239 nachweisbar. | verfallen. |      | nein                                                                       |
| Wehrpropstei Tainach                                              | Völkermarkt                    | Lage         | Wehrpropstei                   | gotische Propstei; 1482 gegen Türken befestigt. seit Mitte 19. Jahrhundert stark verändert. | Befestigung teilweise erhalten. |      | 68326                                                                      |
| Schloss Thalenstein (Tallenstein, Tallandstein)                   | Völkermarkt                    | Lage         | Schloss                        | 1499 Hof errichtet; dessen Kern diente als Grundlage für Bau eines einfachen Schlosses, 1. Hälfte 18. Jahrhundert. | erhalten. |      | 35146                                                                      |
| Thurnhof (Thurnfall)                                              | Völkermarkt                    | Lage         | Schloss                        | im 17. Jahrhundert errichteter Klostertrakt; nach Klosterauflösung (1808) als Schloss bezeichnet. | umgebaut erhalten; als Verwaltungsgebäude genutzt. |      | 47822                                                                      |
| Siedlungsplatz Tiefenbacher                                       | Ruden                          | Lage         | Siedlungsplatz                 | vormittelalterlicher Siedlungsplatz; urgeschichtliche und römische Funde. | |      | nein                                                                       |
| Schloss Töllerberg                                                | Völkermarkt                    | Lage         | Schloss                        | Turm 1297 genannt; im 16. Jahrhundert Schloss errichtet. | erhalten; bewohnt. |      | 35157                                                                      |
| Türkenschanze (Eisenkappel) (Türkenschlössl, Eisenkappler Klause) | Eisenkappel-Vellach            | Lage         | Talsperre                      | im 15./16. Jahrhundert errichtet. seit 17. Jahrhundert verfallen. | Ruine |      | 48904                                                                      |
| Unterkulm (Befestigung bei St. Kathrein)                          | Völkermarkt                    | Lage         | Befestigung                    | sagenhaftes Schloss Unterkulm | Ruine eines Rundturms, von Wall/Graben umgeben. |      | nein                                                                       |
| Burg Völkermarkt                                                  | Völkermarkt                    | Lage         | Burg                           | Burg des 14. Jahrhunderts. | Teile umgebaut erhalten; als Kulturzentrum genutzt. |      | 35149                                                                      |
| Stadtbefestigung Völkermarkt                                      | Völkermarkt                    | Lage         | Stadtbefestigung               | Befestigung des 14./15. Jahrhunderts mit Mauer, Graben, Tor- und Geschütztürmen. | Reste erhalten. |      | 35149 63645 63646 81846 82409 130095                                       |
| Altes Rathaus, Völkermarkt                                        | Völkermarkt                    | ungef. Lage  | Ansitz                         | spätgotischer Bau, mit 1499 bezeichnet. | erhalten. |      | 35151                                                                      |
| Kirchgasse 20, Völkermarkt                                        | Völkermarkt                    | Lage         | Ansitz                         | spätgotischer Bau, mit Wappen und Rechteckturm der Stadtbefestigung. | erhalten. bewohnt. |      | nein                                                                       |
| Stiftshof St. Paul, Völkermarkt                                   | Völkermarkt                    | ungef. Lage  | Ansitz                         | um 1590 errichtet; Fassade erste Hälfte des 18. Jahrhunderts gestaltet. | erhalten. bewohnt. |      | ?                                                                          |
| Wehrkirche Wackendorf                                             | Globasnitz                     | Lage         | Wehrkirche                     | gotische Wehrkirche; im 19. Jahrhundert stark umgebaut. | umgebaut erhalten |      | 63664                                                                      |
| Burg Waisenberg                                                   | Völkermarkt                    | Lage         | Schloss (ehem. Burg)           | Burg ab 12. Jahrhundert genannt (womöglich deutlich älter?); Renaissanceausbau. 1790 Brand, seither Verfall. | Ruine |      | 35158                                                                      |
| Burg Waltenau                                                     | Völkermarkt                    | Lage         | sagenhafte Burg                | 1819 „verfallenes Schloss“ genannt | verfallen; geringfügige Mauerreste. |      | nein                                                                       |
| Schloss Wasserhofen                                               | Eberndorf                      | Lage         | Schloss                        | im 16. Jahrhundert errichtet. | erhalten |      | 35168                                                                      |
| Burg Weißenegg, Hauptburg                                         | Ruden                          | Lage         | Schloss (ehem. Burg)           | Bau des 16. Jahrhunderts (auf älterer Grundlage); Mitte des 18. Jahrhunderts schon verlassen. | Ruine |      | 34777                                                                      |
| Burg Weißenegg, Vorburg                                           | Ruden                          | Lage         | Burg                           | Burg des 13. Jahrhunderts? diente später als Vorburg für neuere westliche Hauptburg. | Rundturm und Graben erhalten. |      | 34777                                                                      |
| Burg Wildenstein                                                  | Gallizien                      | Lage         | Burg                           | Burg von etwa 1150 bis ins 14. Jahrhundert genannt; im 15. Jahrhundert bereits Ruine. | Ruine |      | 131351                                                                     |
| Wehrkirche Wölfnitz an der Saualpe                                | Griffen                        | Lage         | Wehrkirche                     | kleine gotische Kirche mit Wehranlage | Wehranlage teilweise erhalten (hohe Friedhofsmauer, Schießscharten, Tore) |      | 63767                                                                      |

## Bemerkungen
1. ↑  Franz X. Kohla: Kärntens Burgen, Schlösser, Ansitze und wehrhafte Stätten. Ein Beitrag zur Siedlungstopographie. 2. verm. Auflage. Geschichtsverein für Kärnten, Klagenfurt 1973, S. 1.
2. ↑  Franz X. Kohla: Kärntens Burgen, Schlösser, Ansitze und wehrhafte Stätten. Ein Beitrag zur Siedlungstopographie. 2. verm. Auflage. Geschichtsverein für Kärnten, Klagenfurt 1973, S. 10.
3. ↑  Franz X. Kohla: Kärntens Burgen, Schlösser, Ansitze und wehrhafte Stätten. Ein Beitrag zur Siedlungstopographie. 2. verm. Auflage. Geschichtsverein für Kärnten, Klagenfurt 1973, S. 14–15.
4. ↑  Karl Kafka: Wehrkirchen Kärntens II. Birken-Verlag, Wien. 1972, S. 13.
5. 1 2  Franz X. Kohla: Kärntens Burgen, Schlösser, Ansitze und wehrhafte Stätten. Ein Beitrag zur Siedlungstopographie. 2. verm. Auflage. Geschichtsverein für Kärnten, Klagenfurt 1973, S. 21 f.
6. 1 2  H. Wiessner, G. Seebach: Burgen und Schlösser in Kärnten. Klagenfurt – Feldkirchen – Völkermarkt. 2. erw. Auflage. Birken, Wien 1980, S. 110.
7. ↑  Franz X. Kohla: Kärntens Burgen, Schlösser, Ansitze und wehrhafte Stätten. Ein Beitrag zur Siedlungstopographie. 2. verm. Auflage. Geschichtsverein für Kärnten, Klagenfurt 1973, S. 25.
8. ↑  Franz X. Kohla: Kärntens Burgen, Schlösser, Ansitze und wehrhafte Stätten. Ein Beitrag zur Siedlungstopographie. 2. verm. Auflage. Geschichtsverein für Kärnten, Klagenfurt 1973, S. 34 f.
9. ↑  Karl Kafka: Wehrkirchen Kärntens I. Birken-Verlag, Wien. 1971, S. 34 ff.
10. ↑  Franz X. Kohla: Kärntens Burgen, Schlösser, Ansitze und wehrhafte Stätten. Ein Beitrag zur Siedlungstopographie. 2. verm. Auflage. Geschichtsverein für Kärnten, Klagenfurt 1973, S. 389 f.
11. ↑  Franz X. Kohla: Kärntens Burgen, Schlösser, Ansitze und wehrhafte Stätten. Ein Beitrag zur Siedlungstopographie. 2. verm. Auflage. Geschichtsverein für Kärnten, Klagenfurt 1973, S. 38.
12. ↑  Franz X. Kohla: Kärntens Burgen, Schlösser, Ansitze und wehrhafte Stätten. Ein Beitrag zur Siedlungstopographie. 2. verm. Auflage. Geschichtsverein für Kärnten, Klagenfurt 1973, S. 40.
13. ↑  Franz X. Kohla: Kärntens Burgen, Schlösser, Ansitze und wehrhafte Stätten. Ein Beitrag zur Siedlungstopographie. 2. verm. Auflage. Geschichtsverein für Kärnten, Klagenfurt 1973, S. 181 f.
14. ↑  Franz X. Kohla: Kärntens Burgen, Schlösser, Ansitze und wehrhafte Stätten. Ein Beitrag zur Siedlungstopographie. 2. verm. Auflage. Geschichtsverein für Kärnten, Klagenfurt 1973, S. 43.
15. ↑  von Kohla doppelt angeführt: einmal als Altes Schloss Einersdorf (Franz X. Kohla: Kärntens Burgen, Schlösser, Ansitze und wehrhafte Stätten. Ein Beitrag zur Siedlungstopographie. 2. verm. Auflage. Geschichtsverein für Kärnten, Klagenfurt 1973, S. 44.), einmal als Wallanlage Gradischnig bei Schilterndorf.(Franz X. Kohla: Kärntens Burgen, Schlösser, Ansitze und wehrhafte Stätten. Ein Beitrag zur Siedlungstopographie. 2. verm. Auflage. Geschichtsverein für Kärnten, Klagenfurt 1973, S. 86.)
16. ↑  Franz X. Kohla: Kärntens Burgen, Schlösser, Ansitze und wehrhafte Stätten. Ein Beitrag zur Siedlungstopographie. 2. verm. Auflage. Geschichtsverein für Kärnten, Klagenfurt 1973, S. 301 f.
17. 1 2  Franz X. Kohla: Kärntens Burgen, Schlösser, Ansitze und wehrhafte Stätten. Ein Beitrag zur Siedlungstopographie. 2. verm. Auflage. Geschichtsverein für Kärnten, Klagenfurt 1973, S. 51.
18. 1 2  Paul Leber: Der Kärntner Teil der römischen Straße Celeia – Colatio – Virunum. in: Carinthia I. Geschichtsverein für Kärnten, Klagenfurt 1960, S. 649.
19. ↑  von Kohla sowohl unter Frankenberg (Franz X. Kohla: Kärntens Burgen, Schlösser, Ansitze und wehrhafte Stätten. Ein Beitrag zur Siedlungstopographie. 2. verm. Auflage. Geschichtsverein für Kärnten, Klagenfurt 1973, S. 54f.) als auch unter St. Georgen am Weinberg (Franz X. Kohla: Kärntens Burgen, Schlösser, Ansitze und wehrhafte Stätten. Ein Beitrag zur Siedlungstopographie. 2. verm. Auflage. Geschichtsverein für Kärnten, Klagenfurt 1973, S. 67.) erwähnt.
20. ↑  Franz X. Kohla: Kärntens Burgen, Schlösser, Ansitze und wehrhafte Stätten. Ein Beitrag zur Siedlungstopographie. 2. verm. Auflage. Geschichtsverein für Kärnten, Klagenfurt 1973, S. 55.
21. ↑  Franz X. Kohla: Kärntens Burgen, Schlösser, Ansitze und wehrhafte Stätten. Ein Beitrag zur Siedlungstopographie. 2. verm. Auflage. Geschichtsverein für Kärnten, Klagenfurt 1973, S. 65.
22. ↑  Karl Kafka: Wehrkirchen Kärntens I. Birken-Verlag, Wien. 1971, S. 51.
23. ↑  Franz X. Kohla: Kärntens Burgen, Schlösser, Ansitze und wehrhafte Stätten. Ein Beitrag zur Siedlungstopographie. 2. verm. Auflage. Geschichtsverein für Kärnten, Klagenfurt 1973, S. 67 f.
24. ↑  Franz X. Kohla: Kärntens Burgen, Schlösser, Ansitze und wehrhafte Stätten. Ein Beitrag zur Siedlungstopographie. 2. verm. Auflage. Geschichtsverein für Kärnten, Klagenfurt 1973, S. 71.
25. 1 2  Franz X. Kohla: Kärntens Burgen, Schlösser, Ansitze und wehrhafte Stätten. Ein Beitrag zur Siedlungstopographie. 2. verm. Auflage. Geschichtsverein für Kärnten, Klagenfurt 1973, S. 159.
26. ↑  Franz X. Kohla: Kärntens Burgen, Schlösser, Ansitze und wehrhafte Stätten. Ein Beitrag zur Siedlungstopographie. 2. verm. Auflage. Geschichtsverein für Kärnten, Klagenfurt 1973, S. 79 f.
27. ↑  Franz X. Kohla: Kärntens Burgen, Schlösser, Ansitze und wehrhafte Stätten. Ein Beitrag zur Siedlungstopographie. 2. verm. Auflage. Geschichtsverein für Kärnten, Klagenfurt 1973, S. 81 f.
28. ↑  Kohla führt Gradisch, „Verschollene Burgruine ob Altendorf“ (Franz X. Kohla: Kärntens Burgen, Schlösser, Ansitze und wehrhafte Stätten. Ein Beitrag zur Siedlungstopographie. 2. verm. Auflage. Geschichtsverein für Kärnten, Klagenfurt 1973, S. 85.) und Gradische, „Wallanlage über Tihoja“ (Franz X. Kohla: Kärntens Burgen, Schlösser, Ansitze und wehrhafte Stätten. Ein Beitrag zur Siedlungstopographie. 2. verm. Auflage. Geschichtsverein für Kärnten, Klagenfurt 1973, S. 85f.) separat an; doch beziehen sich beide Angaben wohl auf ein und dieselbe Örtlichkeit.
29. ↑  Franz X. Kohla: Kärntens Burgen, Schlösser, Ansitze und wehrhafte Stätten. Ein Beitrag zur Siedlungstopographie. 2. verm. Auflage. Geschichtsverein für Kärnten, Klagenfurt 1973, S. 86.
30. 1 2  Franz X. Kohla: Kärntens Burgen, Schlösser, Ansitze und wehrhafte Stätten. Ein Beitrag zur Siedlungstopographie. 2. verm. Auflage. Geschichtsverein für Kärnten, Klagenfurt 1973, S. 87.
31. ↑  von Kohla fälschlich in die Gemeinde Sittersdorf verortet; aufgrund einer Verwechslung der Ortschaft Dullach bei Völkermarkt mit dem gleichnamigen Ort bei Sittersdorf.
32. ↑  von Kohla, der die Anlage nicht untersuchte, nicht näher beschrieben. Die Koordinaten verweisen auf eine burgstallähnliche Rückfallkuppe in jener Gegend.
33. ↑  Franz X. Kohla: Kärntens Burgen, Schlösser, Ansitze und wehrhafte Stätten. Ein Beitrag zur Siedlungstopographie. 2. verm. Auflage. Geschichtsverein für Kärnten, Klagenfurt 1973, S. 88.
34. ↑  Karl Kafka: Wehrkirchen Kärntens I. Birken-Verlag, Wien. 1971, S. 62 ff.
35. ↑  Franz X. Kohla: Kärntens Burgen, Schlösser, Ansitze und wehrhafte Stätten. Ein Beitrag zur Siedlungstopographie. 2. verm. Auflage. Geschichtsverein für Kärnten, Klagenfurt 1973, S. 93 f.
36. ↑  Karl Kafka: Wehrkirchen Kärntens I. Birken-Verlag, Wien. 1971, S. 66 ff.
37. ↑  Franz X. Kohla: Kärntens Burgen, Schlösser, Ansitze und wehrhafte Stätten. Ein Beitrag zur Siedlungstopographie. 2. verm. Auflage. Geschichtsverein für Kärnten, Klagenfurt 1973, S. 94 f.
38. ↑  Franz X. Kohla: Kärntens Burgen, Schlösser, Ansitze und wehrhafte Stätten. Ein Beitrag zur Siedlungstopographie. 2. verm. Auflage. Geschichtsverein für Kärnten, Klagenfurt 1973, S. 94.
39. ↑  Franz X. Kohla: Kärntens Burgen, Schlösser, Ansitze und wehrhafte Stätten. Ein Beitrag zur Siedlungstopographie. 2. verm. Auflage. Geschichtsverein für Kärnten, Klagenfurt 1973, S. 95.
40. ↑  Die Koordinaten entsprechen der Beschreibung in Kunst-Topographie des Herzogthums Kärnten (1889), dort unter dem Stichwort Kolmaner Graben erwähnt. Kohla vermengt diesen in einem Graben liegenden Felsbau offenbar mit einer von ihm erwähnten sagenhaften Höhensiedlung (Franz X. Kohla: Kärntens Burgen, Schlösser, Ansitze und wehrhafte Stätten. Ein Beitrag zur Siedlungstopographie. 2. verm. Auflage. Geschichtsverein für Kärnten, Klagenfurt 1973, S. 106).
41. ↑  Franz X. Kohla: Kärntens Burgen, Schlösser, Ansitze und wehrhafte Stätten. Ein Beitrag zur Siedlungstopographie. 2. verm. Auflage. Geschichtsverein für Kärnten, Klagenfurt 1973, S. 107 f.
42. ↑  Franz X. Kohla: Kärntens Burgen, Schlösser, Ansitze und wehrhafte Stätten. Ein Beitrag zur Siedlungstopographie. 2. verm. Auflage. Geschichtsverein für Kärnten, Klagenfurt 1973, S. 109 f.
43. ↑  H. Wiessner, G. Seebach: Burgen und Schlösser in Kärnten. Klagenfurt – Feldkirchen – Völkermarkt. 2. erw. Auflage. Birken, Wien 1980, S. 125.
44. ↑  Karl Kafka: Wehrkirchen Kärntens I. Birken-Verlag, Wien. 1971, S. 79 f.
45. ↑  Franz X. Kohla: Kärntens Burgen, Schlösser, Ansitze und wehrhafte Stätten. Ein Beitrag zur Siedlungstopographie. 2. verm. Auflage. Geschichtsverein für Kärnten, Klagenfurt 1973, S. 119 f.
46. ↑  nicht in Literatur erwähnt.
47. ↑  Franz X. Kohla: Kärntens Burgen, Schlösser, Ansitze und wehrhafte Stätten. Ein Beitrag zur Siedlungstopographie. 2. verm. Auflage. Geschichtsverein für Kärnten, Klagenfurt 1973, S. 124.
48. ↑  Franz X. Kohla: Kärntens Burgen, Schlösser, Ansitze und wehrhafte Stätten. Ein Beitrag zur Siedlungstopographie. 2. verm. Auflage. Geschichtsverein für Kärnten, Klagenfurt 1973, S. 128 f.
49. ↑  Franz X. Kohla: Kärntens Burgen, Schlösser, Ansitze und wehrhafte Stätten. Ein Beitrag zur Siedlungstopographie. 2. verm. Auflage. Geschichtsverein für Kärnten, Klagenfurt 1973, S. 136.
50. ↑  Franz X. Kohla: Kärntens Burgen, Schlösser, Ansitze und wehrhafte Stätten. Ein Beitrag zur Siedlungstopographie. 2. verm. Auflage. Geschichtsverein für Kärnten, Klagenfurt 1973, S. 147.
51. ↑  Franz X. Kohla: Kärntens Burgen, Schlösser, Ansitze und wehrhafte Stätten. Ein Beitrag zur Siedlungstopographie. 2. verm. Auflage. Geschichtsverein für Kärnten, Klagenfurt 1973, S. 155.
52. ↑  Franz X. Kohla: Kärntens Burgen, Schlösser, Ansitze und wehrhafte Stätten. Ein Beitrag zur Siedlungstopographie. 2. verm. Auflage. Geschichtsverein für Kärnten, Klagenfurt 1973, S. 29 f.
53. ↑  lt. Kohla sagenhaft auf dem Hügel westlich von Kristendorf. Dort sind aber keine Spuren erkennbar, daher die Koordinaten auf eine auffällige kleine Anhöhe am Fuß des Hügels gesetzt.
54. ↑  Franz X. Kohla: Kärntens Burgen, Schlösser, Ansitze und wehrhafte Stätten. Ein Beitrag zur Siedlungstopographie. 2. verm. Auflage. Geschichtsverein für Kärnten, Klagenfurt 1973, S. 173.
55. ↑  Franz X. Kohla: Kärntens Burgen, Schlösser, Ansitze und wehrhafte Stätten. Ein Beitrag zur Siedlungstopographie. 2. verm. Auflage. Geschichtsverein für Kärnten, Klagenfurt 1973, S. 175.
56. ↑  Franz X. Kohla: Kärntens Burgen, Schlösser, Ansitze und wehrhafte Stätten. Ein Beitrag zur Siedlungstopographie. 2. verm. Auflage. Geschichtsverein für Kärnten, Klagenfurt 1973, S. 192.
57. ↑  Franz X. Kohla: Kärntens Burgen, Schlösser, Ansitze und wehrhafte Stätten. Ein Beitrag zur Siedlungstopographie. 2. verm. Auflage. Geschichtsverein für Kärnten, Klagenfurt 1973, S. 210 f.
58. ↑  Franz X. Kohla: Kärntens Burgen, Schlösser, Ansitze und wehrhafte Stätten. Ein Beitrag zur Siedlungstopographie. 2. verm. Auflage. Geschichtsverein für Kärnten, Klagenfurt 1973, S. 214.
59. ↑  Franz X. Kohla: Kärntens Burgen, Schlösser, Ansitze und wehrhafte Stätten. Ein Beitrag zur Siedlungstopographie. 2. verm. Auflage. Geschichtsverein für Kärnten, Klagenfurt 1973, S. 214 f.
60. ↑  Franz X. Kohla: Kärntens Burgen, Schlösser, Ansitze und wehrhafte Stätten. Ein Beitrag zur Siedlungstopographie. 2. verm. Auflage. Geschichtsverein für Kärnten, Klagenfurt 1973, S. 215.
61. ↑  bei Kohla nicht erwähnt, aber im Gelände markant erkennbar.
62. ↑  Karl Kafka: Wehrkirchen Kärntens II. Birken-Verlag, Wien. 1972, S. 10 f.
63. ↑  Franz X. Kohla: Kärntens Burgen, Schlösser, Ansitze und wehrhafte Stätten. Ein Beitrag zur Siedlungstopographie. 2. verm. Auflage. Geschichtsverein für Kärnten, Klagenfurt 1973, S. 215 f.
64. ↑  Franz X. Kohla: Kärntens Burgen, Schlösser, Ansitze und wehrhafte Stätten. Ein Beitrag zur Siedlungstopographie. 2. verm. Auflage. Geschichtsverein für Kärnten, Klagenfurt 1973, S. 226 f.
65. ↑  Franz X. Kohla: Kärntens Burgen, Schlösser, Ansitze und wehrhafte Stätten. Ein Beitrag zur Siedlungstopographie. 2. verm. Auflage. Geschichtsverein für Kärnten, Klagenfurt 1973, S. 227.
66. ↑  Franz X. Kohla: Kärntens Burgen, Schlösser, Ansitze und wehrhafte Stätten. Ein Beitrag zur Siedlungstopographie. 2. verm. Auflage. Geschichtsverein für Kärnten, Klagenfurt 1973, S. 228 f.
67. ↑  Franz X. Kohla: Kärntens Burgen, Schlösser, Ansitze und wehrhafte Stätten. Ein Beitrag zur Siedlungstopographie. 2. verm. Auflage. Geschichtsverein für Kärnten, Klagenfurt 1973, S. 232 f.
68. 1 2  Franz X. Kohla: Kärntens Burgen, Schlösser, Ansitze und wehrhafte Stätten. Ein Beitrag zur Siedlungstopographie. 2. verm. Auflage. Geschichtsverein für Kärnten, Klagenfurt 1973, S. 233.
69. ↑  Franz X. Kohla: Kärntens Burgen, Schlösser, Ansitze und wehrhafte Stätten. Ein Beitrag zur Siedlungstopographie. 2. verm. Auflage. Geschichtsverein für Kärnten, Klagenfurt 1973, S. 230, 256.
70. ↑  Franz X. Kohla: Kärntens Burgen, Schlösser, Ansitze und wehrhafte Stätten. Ein Beitrag zur Siedlungstopographie. 2. verm. Auflage. Geschichtsverein für Kärnten, Klagenfurt 1973, S. 238 f.
71. ↑  Franz X. Kohla: Kärntens Burgen, Schlösser, Ansitze und wehrhafte Stätten. Ein Beitrag zur Siedlungstopographie. 2. verm. Auflage. Geschichtsverein für Kärnten, Klagenfurt 1973, S. 250.
72. ↑  Franz X. Kohla: Kärntens Burgen, Schlösser, Ansitze und wehrhafte Stätten. Ein Beitrag zur Siedlungstopographie. 2. verm. Auflage. Geschichtsverein für Kärnten, Klagenfurt 1973, S. 254.
73. 1 2  Franz X. Kohla: Kärntens Burgen, Schlösser, Ansitze und wehrhafte Stätten. Ein Beitrag zur Siedlungstopographie. 2. verm. Auflage. Geschichtsverein für Kärnten, Klagenfurt 1973, S. 256.
74. ↑  Koordinaten verweisen auf Haus Proboj 1, das mit eisernen Fensterkörben fast herrschaftlich wirkt. Lage des Schlosses unbekannt; Kohla schlägt daher vor, es mit der unauffälligen Wallanlage Obetschnig östlich von Proboj gleichzusetzen. (Die im Laserscan auffälligen Geländestrukturen südlich von Ober-Proboj sind Materialentnahmestellen.)
75. ↑  weder urkundlich noch in Literatur genannt.
76. ↑  Franz X. Kohla: Kärntens Burgen, Schlösser, Ansitze und wehrhafte Stätten. Ein Beitrag zur Siedlungstopographie. 2. verm. Auflage. Geschichtsverein für Kärnten, Klagenfurt 1973, S. 257.
77. ↑  Franz X. Kohla: Kärntens Burgen, Schlösser, Ansitze und wehrhafte Stätten. Ein Beitrag zur Siedlungstopographie. 2. verm. Auflage. Geschichtsverein für Kärnten, Klagenfurt 1973, S. 258.
78. ↑  Karl Kafka: Wehrkirchen Kärntens II. Birken-Verlag, Wien. 1972, S. 26 ff.
79. ↑  H. Wiessner, G. Seebach: Burgen und Schlösser in Kärnten. Klagenfurt – Feldkirchen – Völkermarkt. 2. erw. Auflage. Birken, Wien 1980, S. 139.
80. ↑  Franz X. Kohla: Kärntens Burgen, Schlösser, Ansitze und wehrhafte Stätten. Ein Beitrag zur Siedlungstopographie. 2. verm. Auflage. Geschichtsverein für Kärnten, Klagenfurt 1973, S. 265.
81. ↑  Franz X. Kohla: Kärntens Burgen, Schlösser, Ansitze und wehrhafte Stätten. Ein Beitrag zur Siedlungstopographie. 2. verm. Auflage. Geschichtsverein für Kärnten, Klagenfurt 1973, S. 268.
82. ↑  Auf einem Bergsporn etwa 370 m nordwestlich der Ruine ein nicht in der Literatur erwähnter Turmrest, mangels hangseitiger Sicherung ist Wehrcharakter fraglich.
83. 1 2  Franz X. Kohla: Kärntens Burgen, Schlösser, Ansitze und wehrhafte Stätten. Ein Beitrag zur Siedlungstopographie. 2. verm. Auflage. Geschichtsverein für Kärnten, Klagenfurt 1973, S. 268 f.
84. ↑  Karl Kafka: Wehrkirchen Kärntens II. Birken-Verlag, Wien. 1972, S. 28 f.
85. ↑  Franz X. Kohla: Kärntens Burgen, Schlösser, Ansitze und wehrhafte Stätten. Ein Beitrag zur Siedlungstopographie. 2. verm. Auflage. Geschichtsverein für Kärnten, Klagenfurt 1973, S. 272 f.
86. ↑  Franz X. Kohla: Kärntens Burgen, Schlösser, Ansitze und wehrhafte Stätten. Ein Beitrag zur Siedlungstopographie. 2. verm. Auflage. Geschichtsverein für Kärnten, Klagenfurt 1973, S. 273.
87. ↑  unterhalb der Burg. Möglicherweise geht das Gebäude, auf das die Koordinaten verweisen, im Kern auf das Schloss zurück?
88. ↑  Franz X. Kohla: Kärntens Burgen, Schlösser, Ansitze und wehrhafte Stätten. Ein Beitrag zur Siedlungstopographie. 2. verm. Auflage. Geschichtsverein für Kärnten, Klagenfurt 1973, S. 282.
89. ↑  Franz X. Kohla: Kärntens Burgen, Schlösser, Ansitze und wehrhafte Stätten. Ein Beitrag zur Siedlungstopographie. 2. verm. Auflage. Geschichtsverein für Kärnten, Klagenfurt 1973, S. 1.
90. ↑  Franz X. Kohla: Kärntens Burgen, Schlösser, Ansitze und wehrhafte Stätten. Ein Beitrag zur Siedlungstopographie. 2. verm. Auflage. Geschichtsverein für Kärnten, Klagenfurt 1973, S. 249.
91. ↑  Franz X. Kohla: Kärntens Burgen, Schlösser, Ansitze und wehrhafte Stätten. Ein Beitrag zur Siedlungstopographie. 2. verm. Auflage. Geschichtsverein für Kärnten, Klagenfurt 1973, S. 67.
92. ↑  Franz X. Kohla: Kärntens Burgen, Schlösser, Ansitze und wehrhafte Stätten. Ein Beitrag zur Siedlungstopographie. 2. verm. Auflage. Geschichtsverein für Kärnten, Klagenfurt 1973, S. 142 f.
93. ↑  Franz X. Kohla: Kärntens Burgen, Schlösser, Ansitze und wehrhafte Stätten. Ein Beitrag zur Siedlungstopographie. 2. verm. Auflage. Geschichtsverein für Kärnten, Klagenfurt 1973, S. 182.
94. 1 2  Franz X. Kohla: Kärntens Burgen, Schlösser, Ansitze und wehrhafte Stätten. Ein Beitrag zur Siedlungstopographie. 2. verm. Auflage. Geschichtsverein für Kärnten, Klagenfurt 1973, S. 242.
95. ↑  Franz X. Kohla: Kärntens Burgen, Schlösser, Ansitze und wehrhafte Stätten. Ein Beitrag zur Siedlungstopographie. 2. verm. Auflage. Geschichtsverein für Kärnten, Klagenfurt 1973, S. 302 f.
96. ↑  Karl Kafka: Wehrkirchen Kärntens II. Birken-Verlag, Wien. 1972, S. 64 ff.
97. ↑  Franz X. Kohla: Kärntens Burgen, Schlösser, Ansitze und wehrhafte Stätten. Ein Beitrag zur Siedlungstopographie. 2. verm. Auflage. Geschichtsverein für Kärnten, Klagenfurt 1973, S. 343.
98. 1 2 3  H. Wiessner, G. Seebach: Burgen und Schlösser in Kärnten. Klagenfurt – Feldkirchen – Völkermarkt. 2. erw. Auflage. Birken, Wien 1980, S. 159 f.
99. ↑  Franz X. Kohla: Kärntens Burgen, Schlösser, Ansitze und wehrhafte Stätten. Ein Beitrag zur Siedlungstopographie. 2. verm. Auflage. Geschichtsverein für Kärnten, Klagenfurt 1973, S. 287 f.
100. ↑  Franz X. Kohla: Kärntens Burgen, Schlösser, Ansitze und wehrhafte Stätten. Ein Beitrag zur Siedlungstopographie. 2. verm. Auflage. Geschichtsverein für Kärnten, Klagenfurt 1973, S. 294.
101. 1 2  Franz X. Kohla: Kärntens Burgen, Schlösser, Ansitze und wehrhafte Stätten. Ein Beitrag zur Siedlungstopographie. 2. verm. Auflage. Geschichtsverein für Kärnten, Klagenfurt 1973, S. 296 f.
102. ↑  Franz X. Kohla: Kärntens Burgen, Schlösser, Ansitze und wehrhafte Stätten. Ein Beitrag zur Siedlungstopographie. 2. verm. Auflage. Geschichtsverein für Kärnten, Klagenfurt 1973, S. 298.
103. ↑  Franz X. Kohla: Kärntens Burgen, Schlösser, Ansitze und wehrhafte Stätten. Ein Beitrag zur Siedlungstopographie. 2. verm. Auflage. Geschichtsverein für Kärnten, Klagenfurt 1973, S. 300.
104. ↑  auf Karten 1650 und 1718 südöstlich (laut Kohla fälschlich „nordöstlich“) von Globasnitz, östlich von Feuersberg, eingezeichnet. Die Koordinaten verweisen auf kleines Felsplateau in jener Gegend.
105. ↑  Franz X. Kohla: Kärntens Burgen, Schlösser, Ansitze und wehrhafte Stätten. Ein Beitrag zur Siedlungstopographie. 2. verm. Auflage. Geschichtsverein für Kärnten, Klagenfurt 1973, S. 304 ff.
106. ↑  Franz X. Kohla: Kärntens Burgen, Schlösser, Ansitze und wehrhafte Stätten. Ein Beitrag zur Siedlungstopographie. 2. verm. Auflage. Geschichtsverein für Kärnten, Klagenfurt 1973, S. 307 f.
107. ↑  Franz X. Kohla: Kärntens Burgen, Schlösser, Ansitze und wehrhafte Stätten. Ein Beitrag zur Siedlungstopographie. 2. verm. Auflage. Geschichtsverein für Kärnten, Klagenfurt 1973, S. 308.
108. ↑  Franz X. Kohla: Kärntens Burgen, Schlösser, Ansitze und wehrhafte Stätten. Ein Beitrag zur Siedlungstopographie. 2. verm. Auflage. Geschichtsverein für Kärnten, Klagenfurt 1973, S. 110.
109. ↑  Megiser: „Vnder dem jetzigen Schloß (= Haimburg) im Dorff Haimburg liegt der Stockner Thurn, da vorzeiten die Partzifaln gewohnt haben.“ Koordinaten verweisen auf eine kleine Erhebung westlich des Dorfs.
110. ↑  Franz X. Kohla: Kärntens Burgen, Schlösser, Ansitze und wehrhafte Stätten. Ein Beitrag zur Siedlungstopographie. 2. verm. Auflage. Geschichtsverein für Kärnten, Klagenfurt 1973, S. 314 f.
111. ↑  Franz X. Kohla: Kärntens Burgen, Schlösser, Ansitze und wehrhafte Stätten. Ein Beitrag zur Siedlungstopographie. 2. verm. Auflage. Geschichtsverein für Kärnten, Klagenfurt 1973, S. 315.
112. ↑  lt. Kohla (zitiert Dinklage) westlich der Wiese Ograda auf 40 m hohem Hügel noch Grundriss von Burg und Turm erkennbar.
113. ↑  Franz X. Kohla: Kärntens Burgen, Schlösser, Ansitze und wehrhafte Stätten. Ein Beitrag zur Siedlungstopographie. 2. verm. Auflage. Geschichtsverein für Kärnten, Klagenfurt 1973, S. 317.
114. ↑  Franz X. Kohla: Kärntens Burgen, Schlösser, Ansitze und wehrhafte Stätten. Ein Beitrag zur Siedlungstopographie. 2. verm. Auflage. Geschichtsverein für Kärnten, Klagenfurt 1973, S. 318.
115. ↑  Österreichischer Arbeitskreises für Stadtgeschichtsforschung: Österreichischer Städteatlas.
116. ↑  Franz X. Kohla: Kärntens Burgen, Schlösser, Ansitze und wehrhafte Stätten. Ein Beitrag zur Siedlungstopographie. 2. verm. Auflage. Geschichtsverein für Kärnten, Klagenfurt 1973, S. 324.
117. ↑  Franz X. Kohla: Kärntens Burgen, Schlösser, Ansitze und wehrhafte Stätten. Ein Beitrag zur Siedlungstopographie. 2. verm. Auflage. Geschichtsverein für Kärnten, Klagenfurt 1973, S. 326 f.
118. ↑  Franz X. Kohla: Kärntens Burgen, Schlösser, Ansitze und wehrhafte Stätten. Ein Beitrag zur Siedlungstopographie. 2. verm. Auflage. Geschichtsverein für Kärnten, Klagenfurt 1973, S. 44f, 334.
119. ↑  Franz X. Kohla: Kärntens Burgen, Schlösser, Ansitze und wehrhafte Stätten. Ein Beitrag zur Siedlungstopographie. 2. verm. Auflage. Geschichtsverein für Kärnten, Klagenfurt 1973, S. 147, 339.
120. 1 2  Franz X. Kohla: Kärntens Burgen, Schlösser, Ansitze und wehrhafte Stätten. Ein Beitrag zur Siedlungstopographie. 2. verm. Auflage. Geschichtsverein für Kärnten, Klagenfurt 1973, S. 348 f.
121. ↑  H. Wiessner, G. Seebach: Burgen und Schlösser in Kärnten. Klagenfurt – Feldkirchen – Völkermarkt. 2. erw. Auflage. Birken, Wien 1980, S. 158.
122. ↑  Franz X. Kohla: Kärntens Burgen, Schlösser, Ansitze und wehrhafte Stätten. Ein Beitrag zur Siedlungstopographie. 2. verm. Auflage. Geschichtsverein für Kärnten, Klagenfurt 1973, S. 350.
123. ↑  Franz X. Kohla: Kärntens Burgen, Schlösser, Ansitze und wehrhafte Stätten. Ein Beitrag zur Siedlungstopographie. 2. verm. Auflage. Geschichtsverein für Kärnten, Klagenfurt 1973, S. 352 f.
124. ↑  Franz X. Kohla: Kärntens Burgen, Schlösser, Ansitze und wehrhafte Stätten. Ein Beitrag zur Siedlungstopographie. 2. verm. Auflage. Geschichtsverein für Kärnten, Klagenfurt 1973, S. 356.
125. ↑  Franz X. Kohla: Kärntens Burgen, Schlösser, Ansitze und wehrhafte Stätten. Ein Beitrag zur Siedlungstopographie. 2. verm. Auflage. Geschichtsverein für Kärnten, Klagenfurt 1973, S. 357.
126. 1 2  Franz X. Kohla: Kärntens Burgen, Schlösser, Ansitze und wehrhafte Stätten. Ein Beitrag zur Siedlungstopographie. 2. verm. Auflage. Geschichtsverein für Kärnten, Klagenfurt 1973, S. 361 f.
127. ↑  Franz X. Kohla: Kärntens Burgen, Schlösser, Ansitze und wehrhafte Stätten. Ein Beitrag zur Siedlungstopographie. 2. verm. Auflage. Geschichtsverein für Kärnten, Klagenfurt 1973, S. 369.
128. ↑  Franz X. Kohla: Kärntens Burgen, Schlösser, Ansitze und wehrhafte Stätten. Ein Beitrag zur Siedlungstopographie. 2. verm. Auflage. Geschichtsverein für Kärnten, Klagenfurt 1973, S. 372.

- Karte mit allen Koordinaten:
- OSM |
- WikiMap